# 国家水文気象予報センター
国家水文気象予報センター（こっかすいもんきしょうよほうセンター、越: Trung tâm Dự báo khí tượng thủy văn quốc gia、英: National Center for Hydro-Meteorological Forecasting、略: NCHMF）は、ベトナムの中央気象機関。ベトナム天然資源環境省傘下の政府機関である気象水文総局ハノイ本局に置かれており、同国の国家レベルの水文気象・海上気象および台風の予報・警報業務を所轄する。